# Новомажаровский сельский совет (Харьковская область)
Новомажаровский сельский совет — входит в состав Зачепиловского района Харьковской области Украины.
Административный центр сельского совета находится в селе Новое Мажарово.

## История
- 1930 — дата образования.

## Населённые пункты совета
- село Новое Мажарово
- село Дудовка
- село Зеньковщина
- село Котовка
- село Новое Пекельное
- село Оляновка
- село Петровка
- село Старое Мажарово
- село Старое Пекельное